# ナシオン駅
ナシオン駅（フランス語: Gare de Nation）はフランスのパリ11区と12区にまたがって存在する、パリメトロとRERの駅。全路線パリ交通公団（RATP）が管理する。ナシオン広場の地下にある。

## 利用可能な鉄道路線
パリメトロ
 1号線
 2号線
 6号線
 9号線
RER
 A線

## 歴史
- 1900年7月19日、メトロ1号線ポルト・マイヨ駅 - ポルト・ド・ヴァンセンヌ駅間開通に伴い、開業。
- 1903年4月2日、メトロ2号線バニョレ駅（現在のアレクサンドル・デュマ駅（英語版、フランス語版）） - ナシオン駅間延伸に伴い、2号線の乗り入れ開始。
- 1909年3月1日、メトロ6号線プラス・ディタリー駅 - ナシオン駅間延伸に伴い、6号線の乗り入れ開始。
- 1933年12月10日、メトロ9号線リシュリュー＝ドルーオ駅（英語版、フランス語版） - ポルト・ド・モントルイユ駅（英語版、フランス語版）間延伸に伴い、9号線の乗り入れ開始。
- 1969年12月14日、現在のRER A線の前身となるナシオン駅 - ボワシー＝サン＝レジェ駅間が開通。

## 駅構造

### パリメトロ
全路線地下駅。
1号線は楕円のアーチ構造でカーブを描いた相対式ホーム2面2線を有し、壁は白いセラミックタイルで覆われている。可動式ホーム柵完備。
2号線駅はカーブを描いた島式ホーム1面2線を有する。ホーム南側は柵で囲まれて電車が停車ができない状態になっており、この空間は1号線かラ・デファンス駅方面への連絡通路の役割を果たしている。
6号線はアーチ構造で直線を描いた島式ホーム1面2線を有し、壁は白いセラミックタイルで覆われている。
9号線は楕円のアーチ構造でカーブを描いた相対式ホーム2面2線を有し、壁は白いセラミックタイルで覆われている。ホーム西側（メリー・ド・モントルイユ）にはアンティル諸島にある海外領土のグアドループとマルティニークの紋章が描かれている。
駅名標はパリジーヌフォントで統一されている。

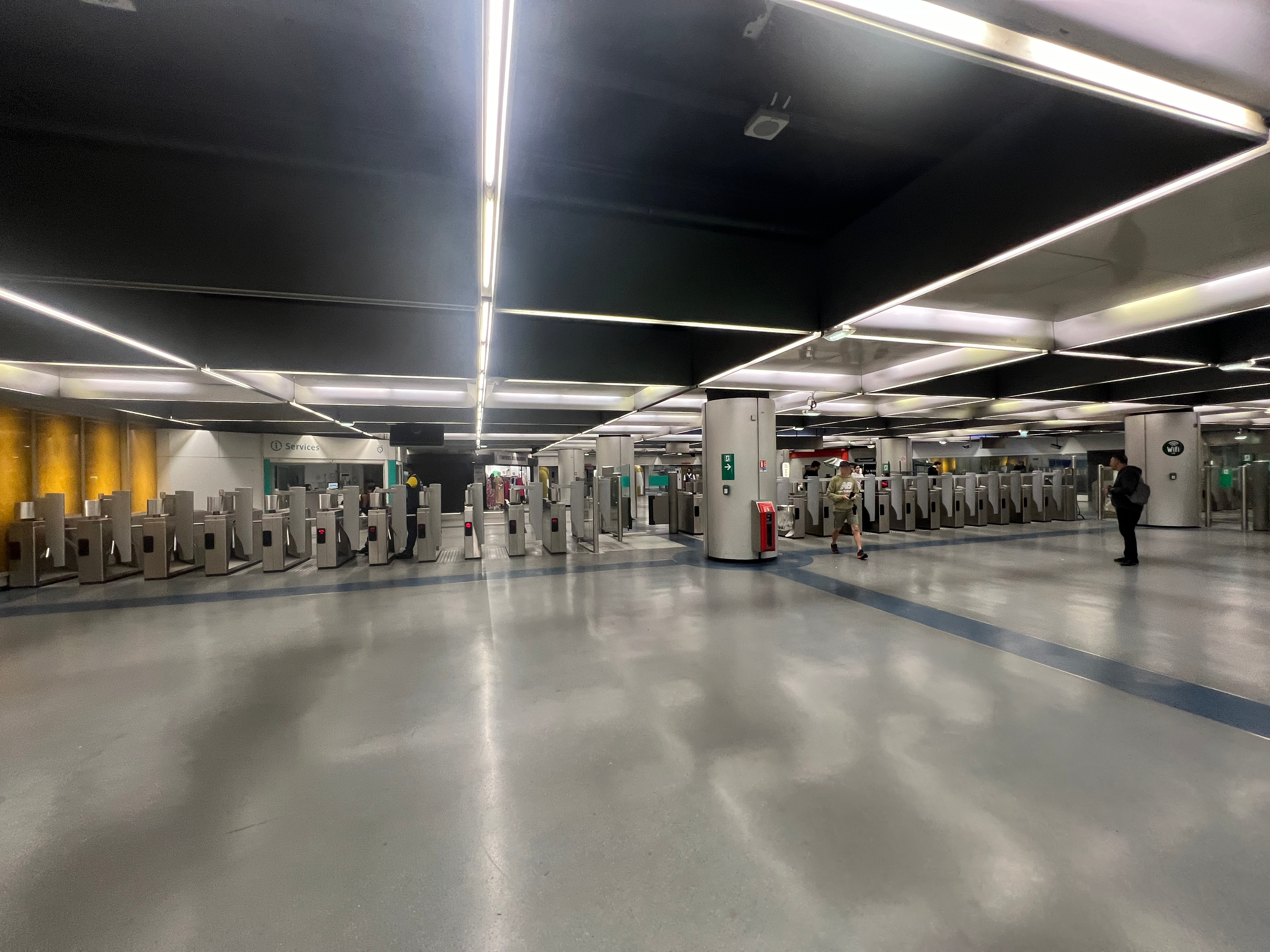
コンコース（2024年7月）
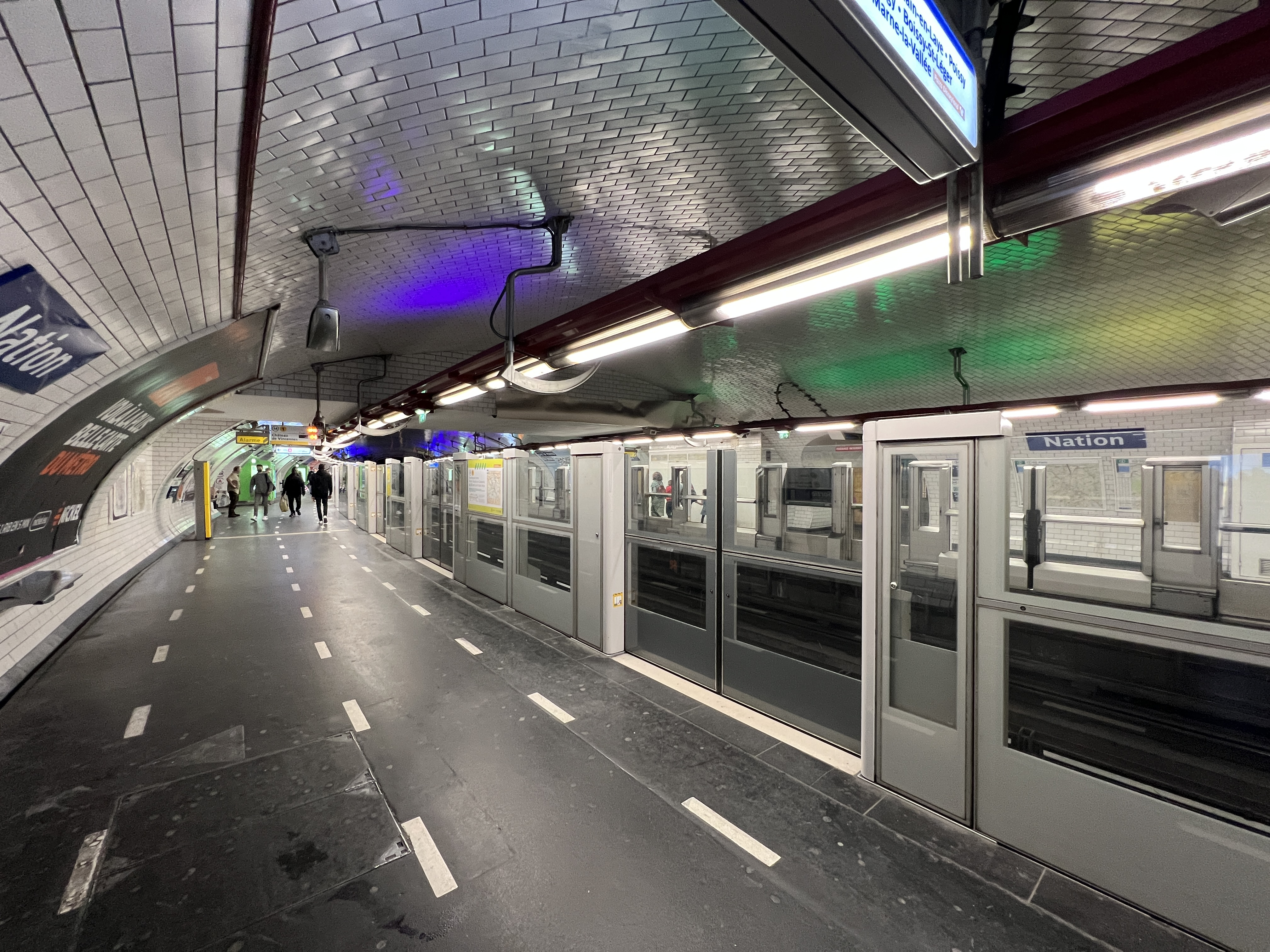
1号線ホーム（2022年4月）
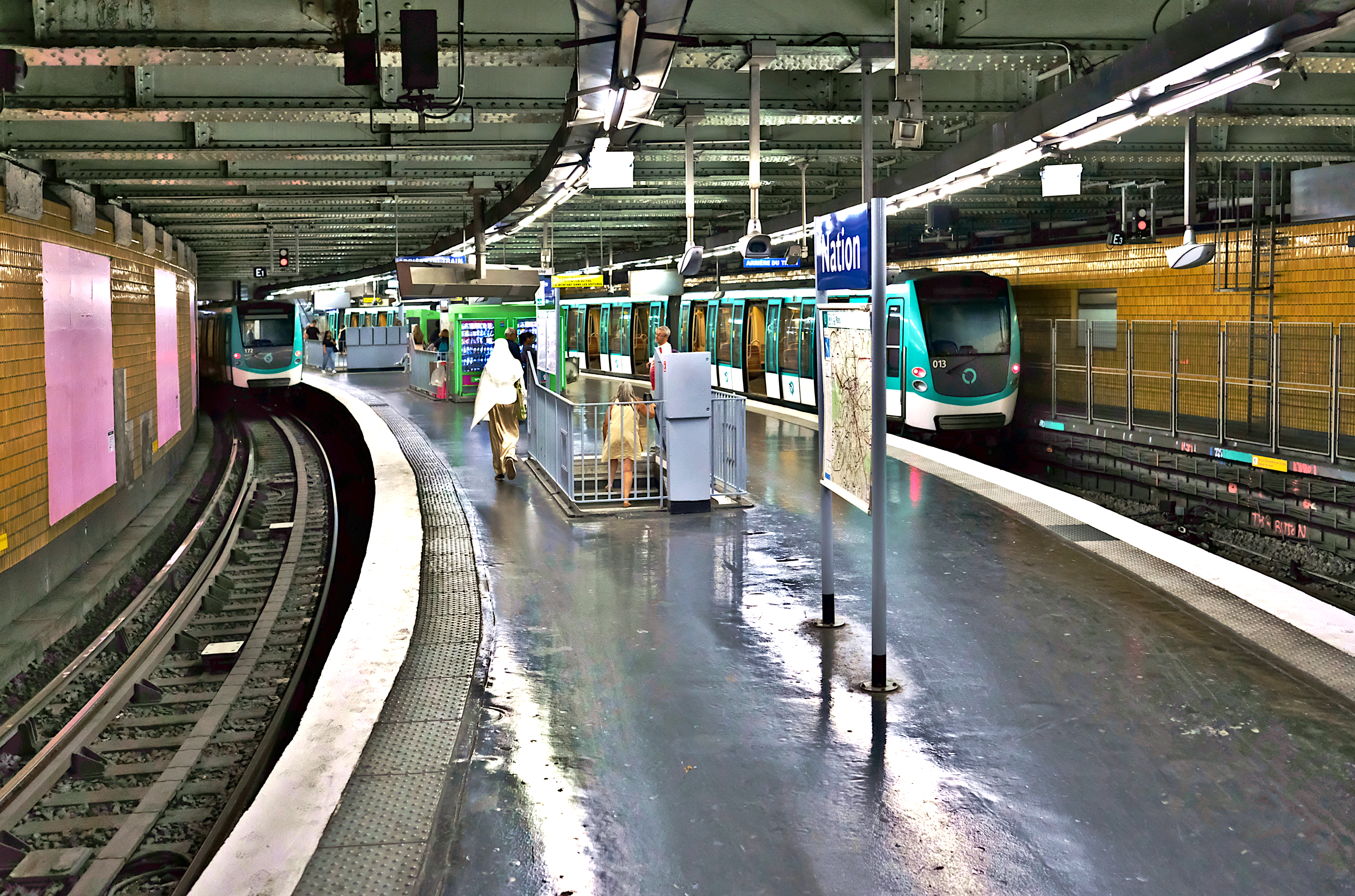
2号線ホーム（2024年9月）
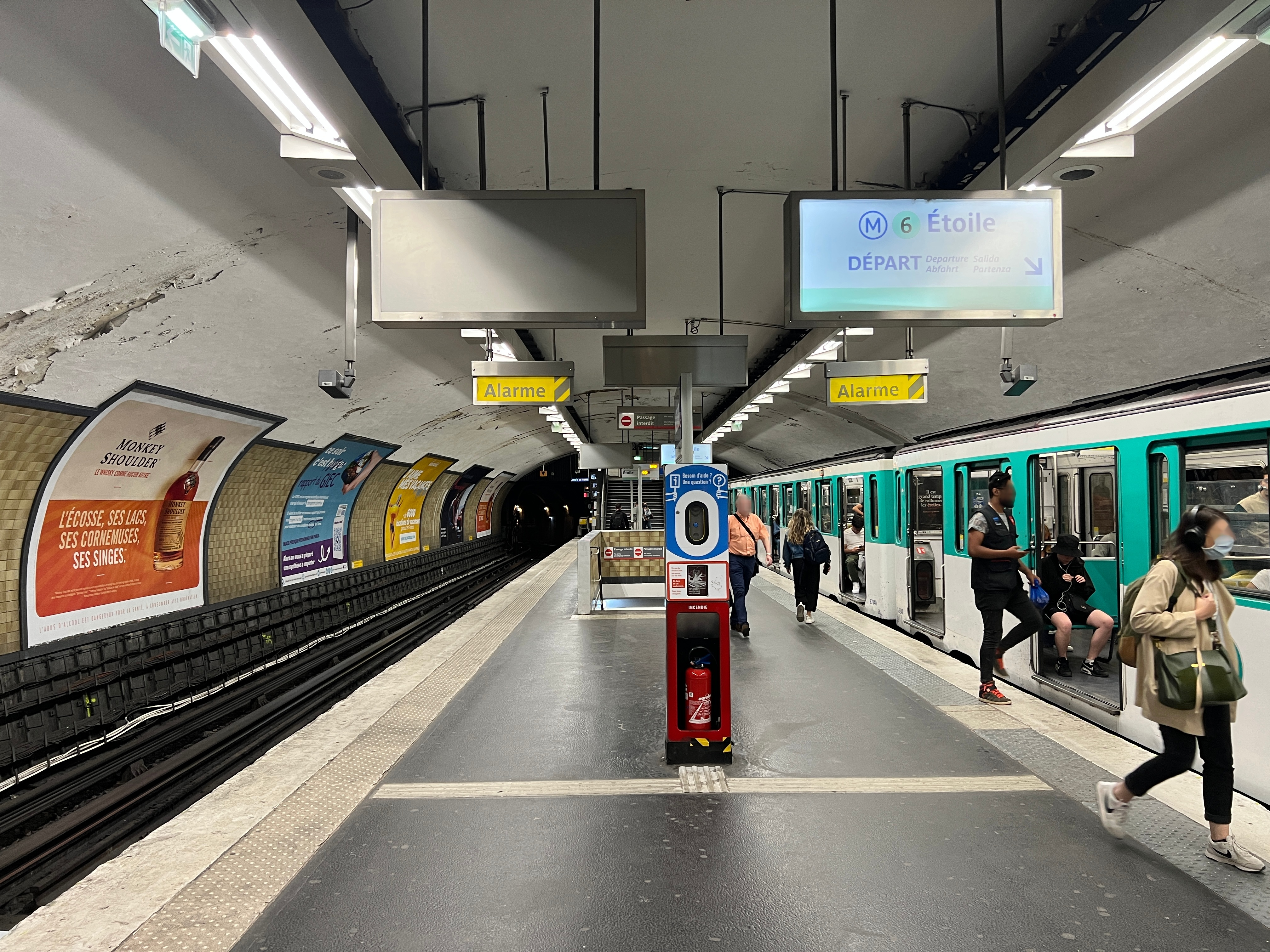
6号線ホーム（2022年6月）
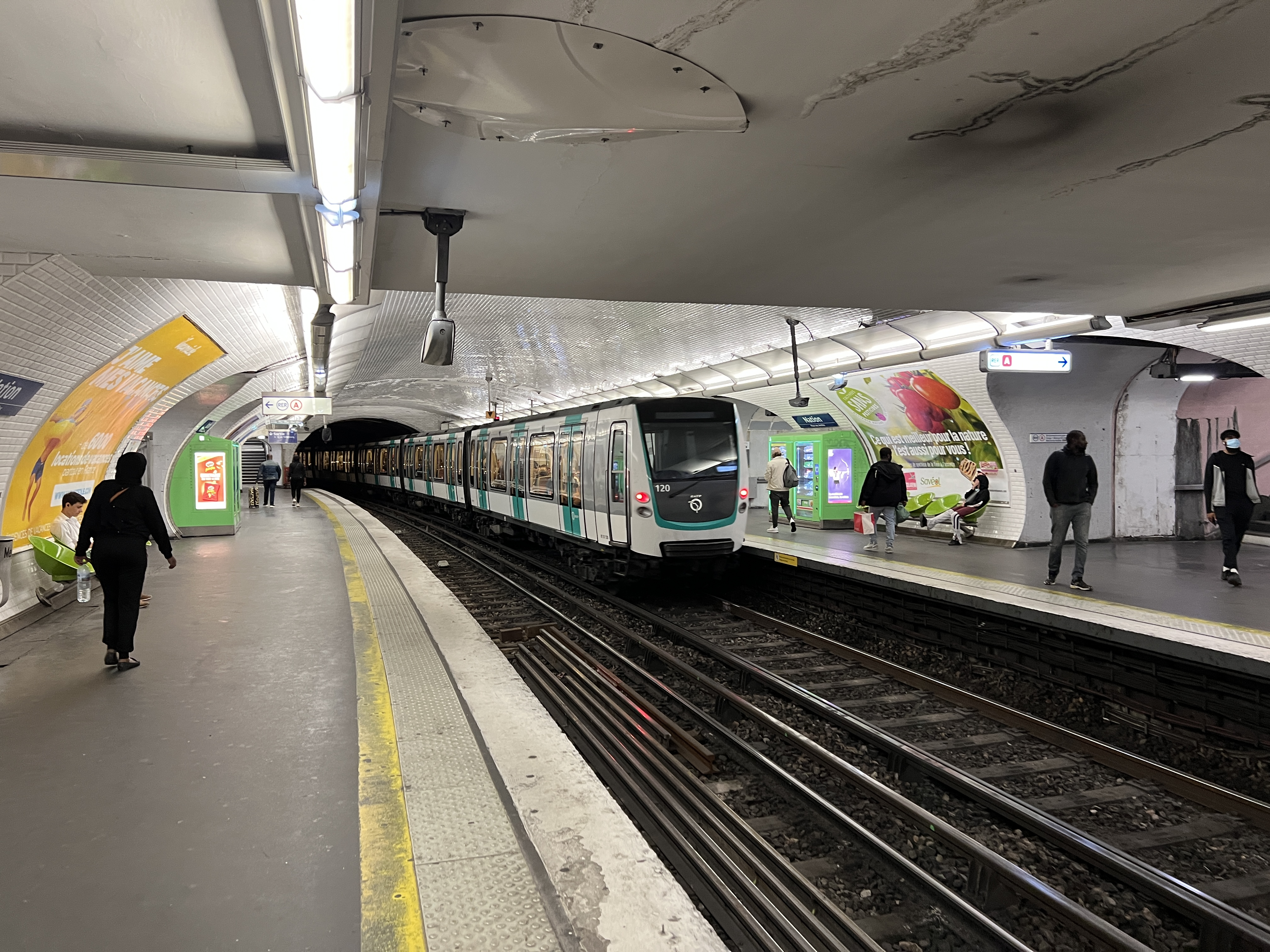
9号線ホーム（2022年5月）

### RER
相対式ホーム2面2線を有する地下駅。

## 利用状況
2021年の統計のよると、メトロの年間利用者数は6,050,797人でありメトロ全駅中20位にランクイン、RERの年間利用者数は3,492,188人。

## 駅周辺

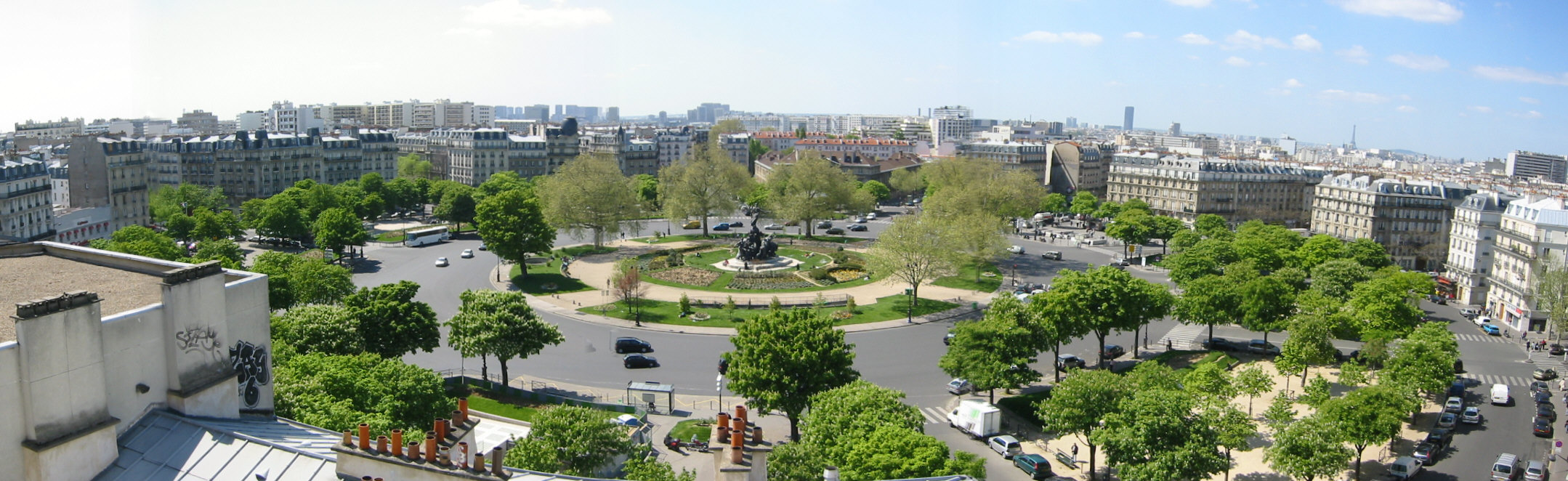
駅真上にあるナシオン広場

- ナシオン広場（英語版、フランス語版）
- トローヌ通り（フランス語版）
- ベル＝エール通り（フランス語版）
- ファーブル＝デグランフィーヌ通り（フランス語版）
- ジョクール通り（フランス語版）
- ドリアン通り（フランス語版）
- ディドゥロ通り（フランス語版）
- フォーブール＝サン＝アントワーヌ通り（フランス語版）
- ヴォルテール通り（フランス語版）
- フィリップ＝オーギュスト通り（フランス語版）
- ブヴィーヌ通り（フランス語版）
- タイユブル通り（フランス語版）
- ソルボンヌ・ヌーヴェル大学
- アラゴ高校（英語版、フランス語版）
- MK2ナシオン（フランス語版）
- HSBC銀行
- 在パリアルジェリア総領事館（フランス語版）

## 隣の駅
パリメトロ
 1号線
ルイイ＝ディドロ駅 - ナシオン駅 - ポルト・ド・ヴァンセンヌ駅
 2号線
アヴロン駅 - ナシオン駅
 6号線
ピクピュス駅 - ナシオン駅
 9号線
リュ・デ・ブレ駅 - ナシオン駅 - ビュザンヴァル駅
RER
 A線
リヨン駅 - ナシオン駅 - ヴァンセンヌ駅